# Água Santa
Água Santa  este un oraș în Rio Grande do Sul (RS), Brazilia. 